# Lodewijk van den Berg
Lodewijk van den Berg, född  24 mars 1932 i Sluiskil i Terneuzen, Zeeland, död 16 oktober 2022 i Largo, Florida, var en nederländsk-amerikansk kemiingenjör som flög på rymdfärjan Challenger 1985 som lastspecialist.
Han var den första astronauten som kom från Nederländerna.
Asteroiden 11430 Lodewijkberg är uppkallad efter honom.